# Multa

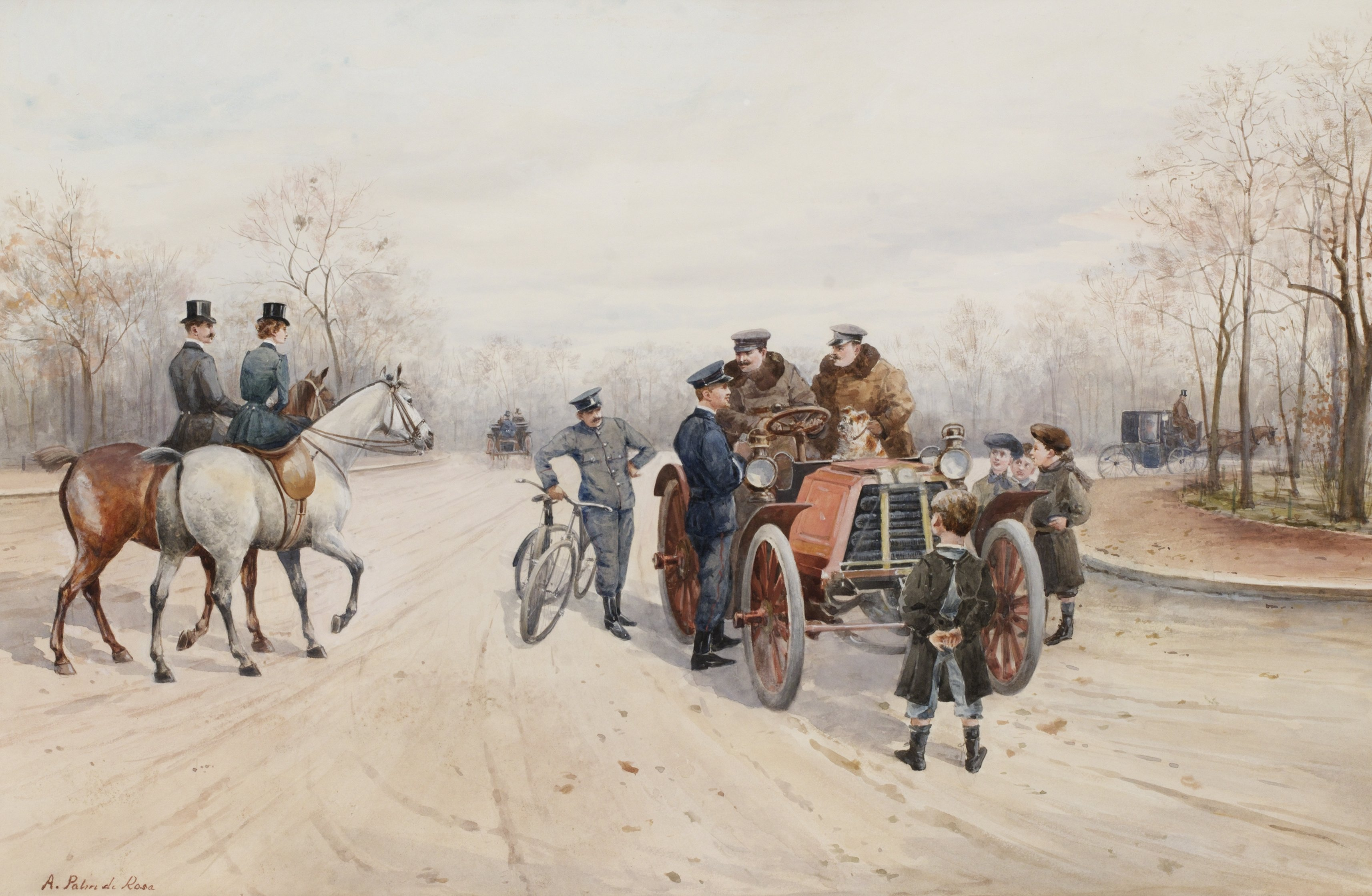

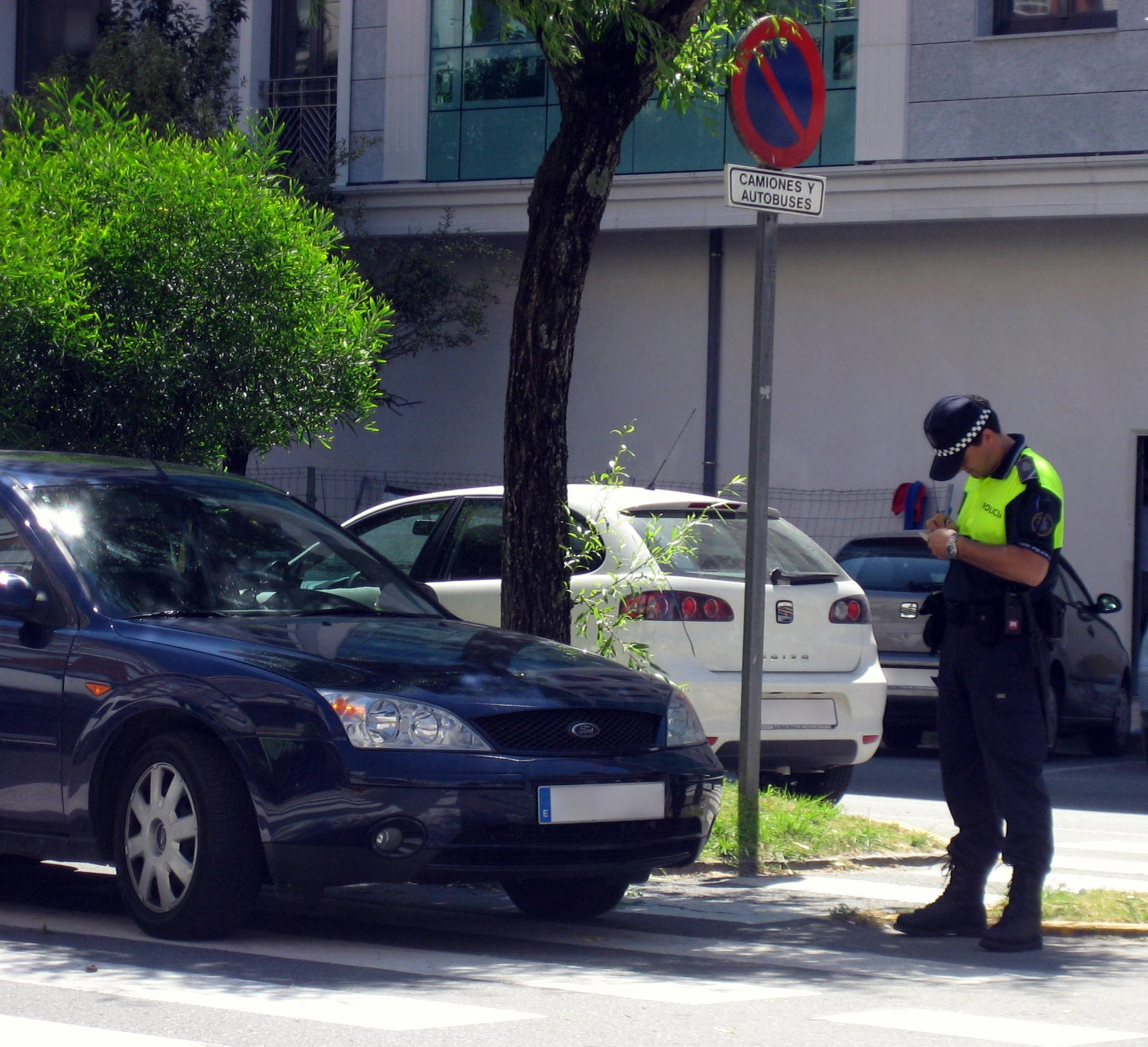
Un policia expedeix una multa de trànsit.

Una multa (del llatí multa, ae) o pena pecuniària és la imposició administrativa o penal que consisteix en un pagament en diners, de vegades expressat com dies de sanció (quan el seu pagament redimeix la reclusió pel nombre corresponent de dies). Es denomina multa coercitiva a la que es reitera per terminis determinats si no es paga. Un cop resolt un acte administratiu que estableixi una obligació personal d'incompliment per part de la persona obligada, l'administració pública pot prendre diverses mesures: execució subsidiària, multa coercitiva, compulsió sobre les persones, i la més general i utilitzada: el constrenyiment sobre el patrimoni.
A Espanya, l'article 97 de la Llei 30/1992, sobre el règim jurídic de les administracions públiques i del procediment administratiu comú, disposa que "si en virtut d'acte administratiu s'haguera de satisfer quantitat líquida se seguirà el procediment previst en les normes reguladores del procediment recaptatori en via executiva". És a dir, és la mateixa administració pública, sense intervenció dels tribunals de justícia, l'encarregada del cobrament dels deutes pecuniaris, arribant, si escau, a l'embargament de comptes corrents o béns del constret.
El procediment concret està regulat en el Reglament general de recaptació. Tanmateix existeix la capacitat de recórrer la sanció bé sigui per via administrativa i, si s'escau per via judicial. En tot cas la capacitat d'emetre multes ha de ser regulada per l'aprovació d'una llei i desenvolupada per via reglamentària.
Es diferencia amb la responsabilitat civil en que en la responsabilitat civil és el perjudicat qui cobra i en la sanció pecuniària és una administració pública, i que es calcula en funció de la gravetat del dany causat, mentre que la sanció pecuniària es gradua en funció de la gravetat de la conducta, i és independent de si s'han produït danys o de la seva gravetat.